# Wilton (Nouvelle-Zélande)
Pour les articles homonymes, voir Wilton.
Wilton est une petite banlieue de la capitale Wellington située dans le Sud de l'île du Nord de la Nouvelle-Zélande.

## Municipalités limitrophes
Elle est mieux connue sous le nom de la Ōtari-Wilton's Bush (en), une grande réserve, qui est située dans la banlieue elle-même.
Otari-Wilton's bush est le seul jardin botanique public de Nouvelle-Zélande à être consacré exclusivement aux plantes autochtones.
Elle est caractérisée par un chemin de promenade de 14 km et surtout un chemin dans la canopée.
Le chemin de randonnée dans la canopée est surélevé par rapport au sentier et permet de voir la vie dans et à partir du niveau du sommet des arbres, tels que des tawa matures, des rewarewa et des hinau (en).

## Histoire
Job Wilton était un éleveur de mouton dans sa ferme en 1861 où il avait un troupeau de 165 moutons qu’il devait aller laver dans le ruisseau Kaiwharawhara Stream avant la tonte . 
Il subdivisa sa ferme en 1915, mais la ville de Wilton resta une localité semi-rural jusqu’en 1930 avec le développement de petites maisons et cela, jusqu’après la deuxième guerre mondiale. 
Une promenade du dimanche en direction du Bois de Wilton et au jardin de Chapman’s Gardens (maintenant Otari Plant Museum) nécessitait de marcher à pied à partir du terminus du tram de Wadestown. 
À partir de 1944, un bus d’appoint circula à partir du terminus.
Une école ouvrit en 1956. 
Wilton House sur Blackbridge Road fut construite au niveau de Courtenay Place pour le chimiste Mr O'Connor et sa sœur en 1925.

## Éducation

### Zone de recrutement des écoles secondaires
La banlieue de Wilton est dans la zone de recrutement 
- de collège de Wellington (en),
- collège de fille de Wellington (en),
- école supérieure de Wellington (en),
- collège Onslow (en),
- St Oran's College
- l’école Orari (en)[4].

### Écoles primaires
- L’école Otari School (Te Kura o Otari) est une école publique assurant tout le primaire avec un taux de décile de 10[5] située près de Jardin botanique de Otari-Wilton’s Bush (en).

L’école assure trois types d’enseignement : styles « Montessori », « Maori Immersion » et le « curriculum standard » de la Nouvelle-Zélande. 
En 2014, elle avait un effectif de 211 élèves.
- L'école primaire catholique Cardinal McKeefry (en) (qui a ouvert en 1970, mais dont l’origine remonte à 1876) et qui a un décile de 10[5], est une école primaire mixte allant de l’année 1 à 8 (soit de l’âge de 5 à 13 ans. En 2014, elle avait un effectif de 100 élèves[6].

## Autres lectures
- (en)Julie Bremner, Wellington’s Northern Suburbs 1840-1918, Wellington, Millwood Press, 1983 (ISBN 0-908582-59-5).
- (en)Julie Bremner, Wellington’s Northern Suburbs 1919-1945, Wellington, Millwood Press, 1987 (ISBN 0-908582-80-3).

- New Zealand Gazetteer